# Западный Дагомыс
За́падный Дагомы́с (адыг. Тыгъэмыпс) — горная река в Лазаревском районе Большого Сочи в Краснодарском крае.

## Характеристики
Западный Дагомыс является одним из двух истоков реки Дагомыс, сливающихся в одну реку на территории микрорайона Дагомыс. Вдоль долины реки расположены населённые пункты — Третья Рота, Альтмец, Волковка, Дагомыс, а также множество дачных хозяйств. В районе села Волковка образует озеро Волковское.
Длина реки составляет 21 км, с общей водосборной площадью в 48 км².

## Данные водного реестра
По данным государственного водного реестра России и геоинформационной системы водохозяйственного районирования территории РФ, подготовленной Федеральным агентством водных ресурсов:
- Бассейновый округ — Кубанский
- Речной бассейн — Реки бассейна Чёрного моря
- Водохозяйственный участок — Реки бассейна Чёрного моря от западной границы бассейна реки Шепси до реки Псоу
- Код водного объекта — 06030000312109100000646
- Код по гидрологической изученности (ГИ) — 109100064
- Номер тома по ГИ — 09
- Выпуск по ГИ — 1